# Ibstock plc
Ibstock plc er en britisk producent af byggematerialer i tegl og beton, og som er baseret i Ibstock, Leicestershire. Eksempler på produkter er mursten, tagsten og betonsten.
Virksomheden blev etableret i 1899 i Ibstock i Leicestershire som en kulmineforretning.